# Elvíra Menéndez
Elvíra Menéndez (Elvira Mendes; zemřela mezi 20. únorem a 12. říjnem 921) byla sňatkem s králem Ordoñem II. leónskou královnou.

## Život
Elvíra se narodila jako dcera galicijského šlechtice, hraběte z Tuy a Oporta Hermenegilda Gutiérreze, který byl zodpovědný za reconquestu Coimbry, a jeho manželky Ermesendy Gatónez. Kolem roku 892 se Elvíra provdala za infanta Ordoña, syna krále Alfonsa III. Asturského, který vládl jako král v Galicii a později po smrti svého bratra Garcíy I. v roce 914 jako král Leónu. Elvíra se svým manželem potvrzovala četné listiny, z nichž se mnohé týkaly privilegií a darů galicijské šlechtě a náboženských ustavení, především katedrály v Santiago de Compostela.
Elvíra zemřela mezi 20. únorem a 12. říjnem 921. Podle kronikáře Sampira, když král Ordoño přijal po svém návratu z úspěšného tažení proti Maurům v Zamoře zprávu o její smrti, „...byla jeho bolest tak velká jako radost z jeho úspěchu.“ Elvíra byla pohřbena v Panteonu asturských králů v katedrále Svatého Salvadora v Oviedu.

## Potomci
Elvíra měla s Ordoñem několik dětí:
- Sancho Ordóñez
- Alfons IV. Leónský
- Ramiro II. Leónský
- Jimena Ordóñez
- García Ordóñez